# Astragalus waterfallii
Astragalus waterfallii — вид квіткових рослин з родини бобових (Fabaceae). Ареал охоплює такі країни: Мексика (Чиуауа), США (Техас, Нью-Мексико, Аризона).

## Середовище
Висота проживання: 800–1650 метрів. Це майже безстебельчаста, кущова багаторічна рослина з товстим дерев'янистим стрижневим коренем. Вона росте на кам'янистих схилах пагорбів та відкритих схилах, що підстилаються вапняковою породою. Наразі жодних загроз для цього виду невідомо.